# Uma História da Filosofia
Uma História da Filosofia (A History of Philosophy, no original em inglês) é uma obra dividida em onze tomos, que compreendem toda a história da filosofia ocidental, escrita pelo padre inglês jesuíta Frederick Charles Copleston.
A obra oferece uma visão completa da filosofia ocidental, partindo dos Pré-Socráticos, passando por Dewey, Russell, Moore, Sartre e Merleau-Ponty. Os nove primeiros volumes, originalmente publicados entre 1946 e 1974, foram escritos para estudantes de seminário católico, com o objetivo de "oferecer aos seminários católicos com uma obra que deveria ser mais detalhadas e ampla que os livros-texto habitualmente usados e que, ao mesmo tempo, deveria exibir o desenvolvimento lógico e a interconexão dos temas filosóficos". Um décimo volume foi publicado em 1986, e o décimo-primeiro é, na verdade, uma coletânea de ensaios originalmente publicada em 1956 sob o título de Filosofia Contemporânea.
Ao longo dos onze volumes, o ponto de vista católico romano de Copleston (Tomismo) é perceptível. No entanto, é amplamente aceito que o tratamento dado por Copleston aos temas é justo e completo, até mesmo em relação a posições filosóficas com as quais não está de acordo.
Foi, recentemente, traduzida e publicada no Brasil pela Vide Editorial em 5 volumes. 

## Índice dos Tomos
A seguir, listam-se os tópicos tratados por cada um dos onze volumes da obra.

### Volume 1: Grécia e Roma
- Filosofia Pré-Socrática

- Sócrates

- Platão

- Aristóteles

- Post-Aristotelian philosophy

### Volume 2: De Santo Agostinho a Scotus
- Influência pré-medieval (inclusive Santo Agostinho)

- O Renascimento Carolíngio

- Os séculos X, XI e XII

- Filosofia islâmica e Filosofia Judaica

- O século XIII (inclusive St. Boaventura, Tomás de Aquino and Duns Scotus)

### Volume 3: De Ockham a Suarez
- O século XIV (inclusive William of Ockham)

- Filosofia do Renascimento (inclusive Francis Bacon)

- Escolástica do Renascimento (incluindo Francisco Suárez)

### Volume 4: De Descartes a Leibniz
- René Descartes

- Blaise Pascal

- Nicolas Malebranche

- Baruch Spinoza

- Gottfried Leibniz

### Volume 5: De Hobbes a Hume
- Thomas Hobbes

- John Locke

- Isaac Newton

- George Berkeley

- David Hume

### Volume 6: De Wolff a Kant
- The Iluminismo francês (inclusive Jean-Jacques Rousseau)

- The Iluminismo alemão

- O auge da Filosofia da História (incluindo Giambattista Vico and Voltaire)

- Christian Wolff

- Immanuel Kant

### Volume 7: De Fichte a Nietzsche
- Johann Gottlieb Fichte

- Friedrich Wilhelm Joseph von Schelling

- Georg Wilhelm Friedrich Hegel

- Arthur Schopenhauer

- Karl Marx

- Søren Kierkegaard

- Friedrich Nietzsche

### Volume 8: De Bentham a Russell
- Empiricismo britânico (including John Stuart Mill and Herbert Spencer)

- O Idealismo da Grã-Bretanha (inclusive Francis Herbert Bradley and Bernard Bosanquet)

- Idealismo na America (incluindo Josiah Royce)

- O Pragmatismo (inclusive Charles Sanders Peirce, William James, and John Dewey)

- A Revolta contra o Idealismo (inclusive George Edward Moore and Bertrand Russell)

### Volume 9: Maine de Biran to Sartre
- Da Revolução Francesa a Auguste Comte (inclusive Maine de Biran)

- De Auguste Comte a Henri Bergson

- De Henri Bergson a Jean-Paul Sartre (inclusive Maurice Merleau-Ponty)

### Volume 10: Filosofia Russa
Este e o próximo volumes foram os únicos incluídos na edição da Continuum. A edição da Doubleday vai apenas até o nono volume.
- Ivan Kireevsky, Peter Lavrov, e outros filósofos russos

- Filosofia em Dostoevsky e Tolstoy

- Religião e Filosofia Vladimir Solovyov

- Plekhanov, Bogdanov, Lenin e Marxismo

- Nikolai Berdyaev e outros filósofos no exílio.

### Volume 11: Positivismo lógico e Existencialismo
Foi incluído como décimo primeiro volume na edição da editora Continuum. Na verdade, trata-se de uma coleção de ensaios que foram publicados inicialmente em 1956 sob o título de Filosofia Contemporânea. A obra discute o Positivismo Lógico e o Existencialismo

## Edições
- Copleston, Frederick (1946–1975). A History of Philosophy. Great Britain: Continuum. ISBN 0-8264-6948-5.
- Copleston, Frederick Charles (2000-2004). Historia de la filosofía. Barcelona: Editorial Ariel. ISBN 978-84-344-8769-7 / ISBN 978-84-344-8700-0.
- Copleston, Frederick (2021–2024). Uma história da filosofia. Campinas, SP: Vide Editorial  ISBN 9786587138633